# Undersviks församling
Undersviks församling var en församling i Uppsala stift och i Bollnäs kommun i Gävleborgs län. Församlingen uppgick 2002 i Arbrå-Undersviks församling. 

## Administrativ historik
Församlingen har medeltida ursprung. 
Församlingen var till 17 mars 1868 annexförsamling i pastoratet Arbrå och Undersvik, för att från det datumet till 1962 utgöra ett eget pastorat. Från 1962 till 2002 var församlingen åter annexförsamling i pastoratet Arbrå och Undersvik. Församlingen uppgick 2002 i Arbrå-Undersviks församling.
Församlingskod var 218308.  

## Kyrkor
- Undersviks kyrka